# Concurso completo de equitação
O Concurso Completo de Equitação (CCE), é um evento do hipismo que reúne provas de adestramento, cross-country e salto. A prova pode ser disputada em dois formatos, um dia (ODE) e três dias (3DE).
As três provas do CCE são realizadas individualmente, sendo que o cavaleiro nunca pode trocar seu cavalo com a prova já em andamento. Cada etapa tem um valor e a soma das três pontuações determina a classificação final. A competição inicia-se com um controle veterinário, onde os cavalos se habilitam para competir nos três eventos do CCE. 

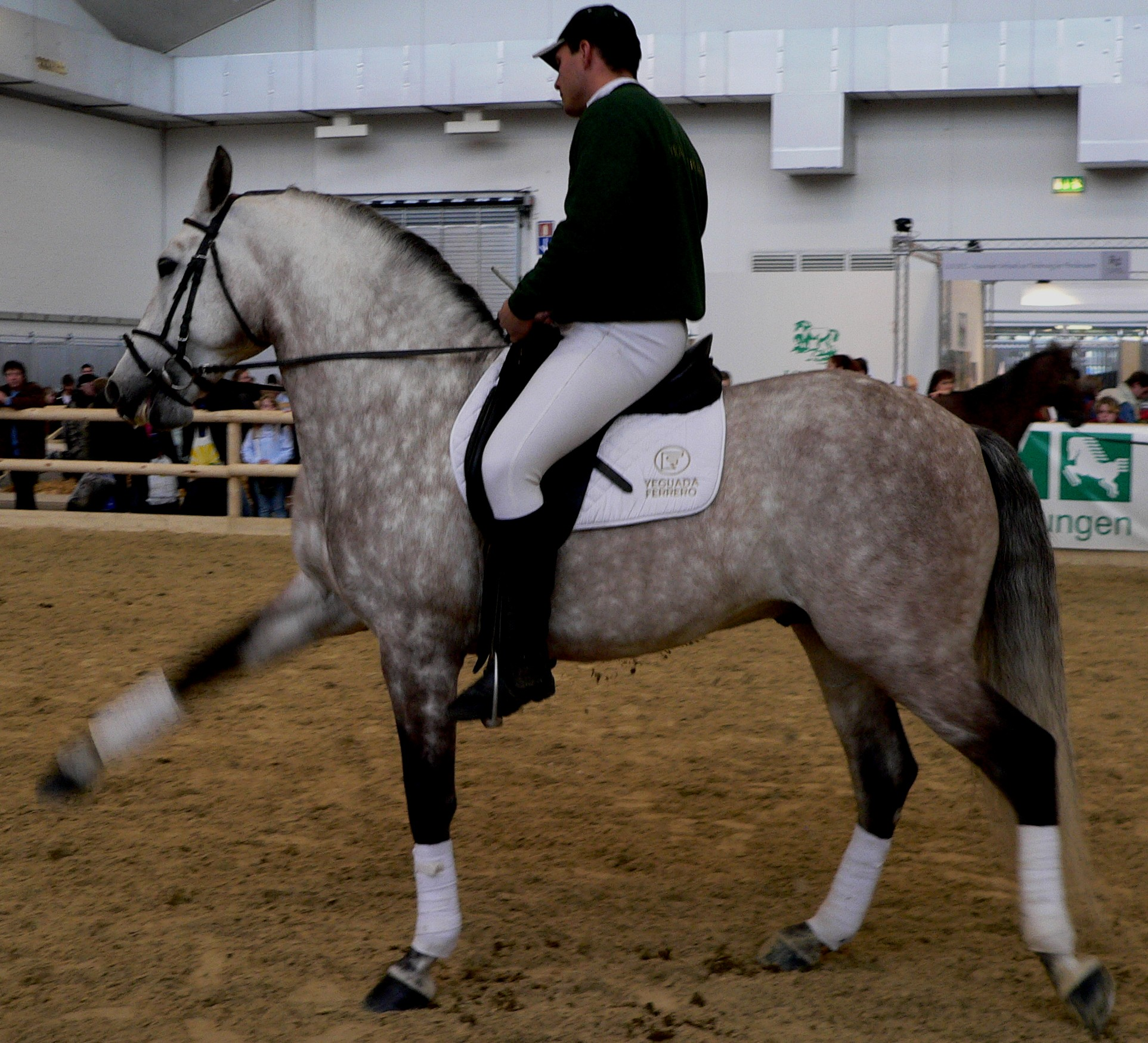
No adestramento o cavalo precisa realizar movimentos obrigatórios

A primeira prova consiste no adestramento, onde a dupla deve realizar uma série de movimentos pré-estabelecidos em uma arena fechada de 20x60 metros. A pontuação dos juízes varia de acordo com o balanço, o ritmo e a harmonia entre o cavaleiro e o cavalo. A maior dificuldade da competição, porém, acontece na segunda fase da competição com a prova de cross-country. Dividida de quatro fases, a prova exige valentia, força, habilidade para avançar sobre obstáculos artificiais e naturais, além de excelente capacidade de recuperação. Nas fases "A" e "C", a dupla anda por percursos e caminhos, a fase "B" corresponde a uma série de obstáculos e na "D" o cross-country. Nessa etapa o controle veterinário é exaustivo e determinante, pois qualquer alteração na saúde do animal pode resultar na desclassificação da dupla. 

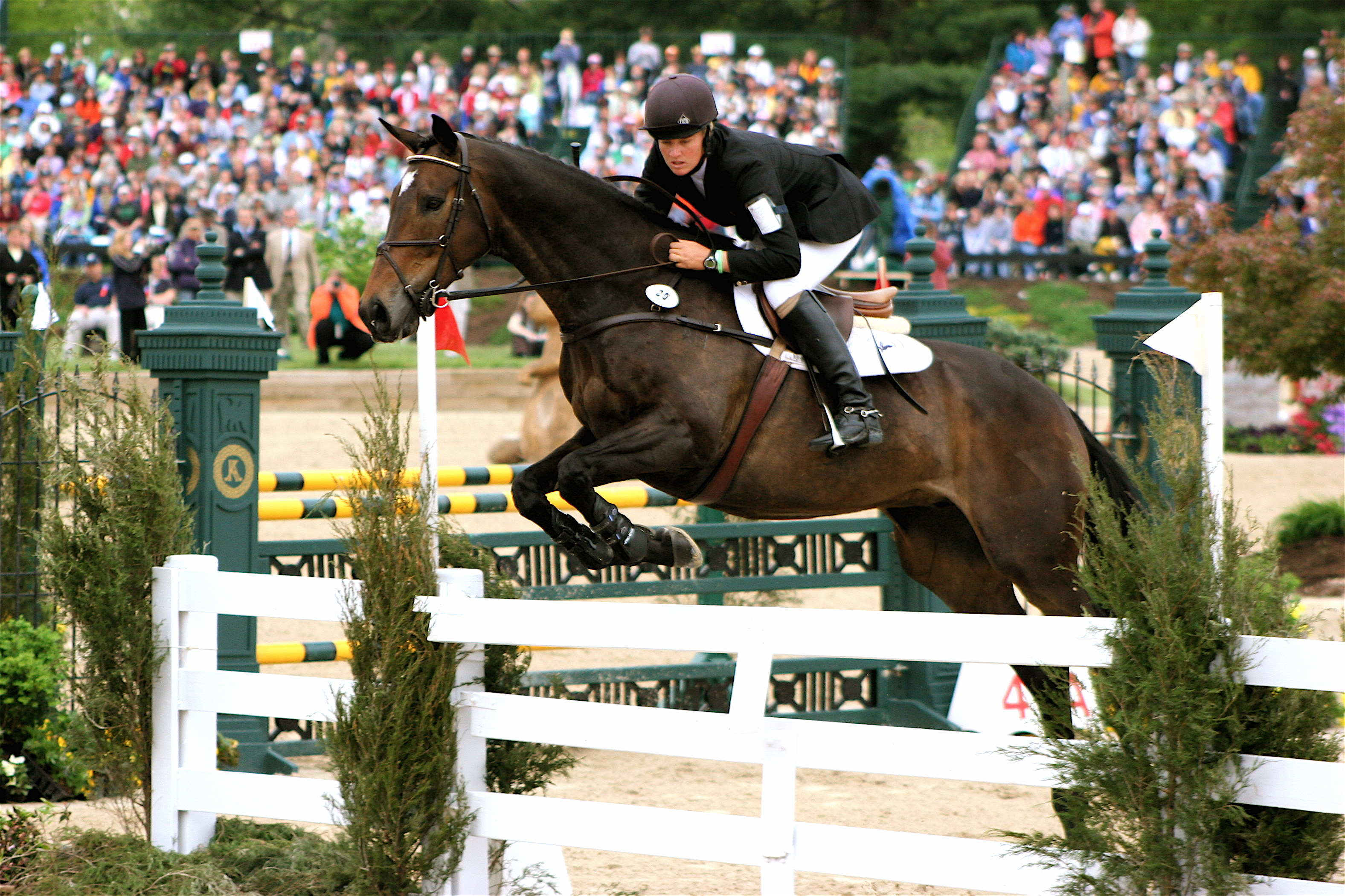
Precisão é essencial na prova de saltos

Na última prova, após uma inspeção veterinária final, realiza-se a prova de salto, na qual a dupla deve passar por obstáculos determinados. O cavaleiro deve ter bom condicionamento físico e ser versátil para completar essa etapa com sucesso.
Ao final das três etapas, o campeão do concurso completo de equitação é a dupla que somar o maior número de pontos negativos além de provar a harmonia, velocidade, resistência, obediência, habilidade e um entendimento praticamente perfeito entre animal e cavaleiro.